# Square Rock Point
Square Rock Point är en udde i Antarktis. Den ligger i Sydshetlandsöarna. Argentina, Chile och Storbritannien gör anspråk på området. Square Rock Point ligger vid sjön Kiteschbach.
Terrängen inåt land är kuperad söderut, men norrut är den platt. Havet är nära Square Rock Point söderut. Trakten är glest befolkad. Närmaste befolkade plats är Escudero Station, 0,94 kilometer nordväst om Square Rock Point. 